# Plåtmannen

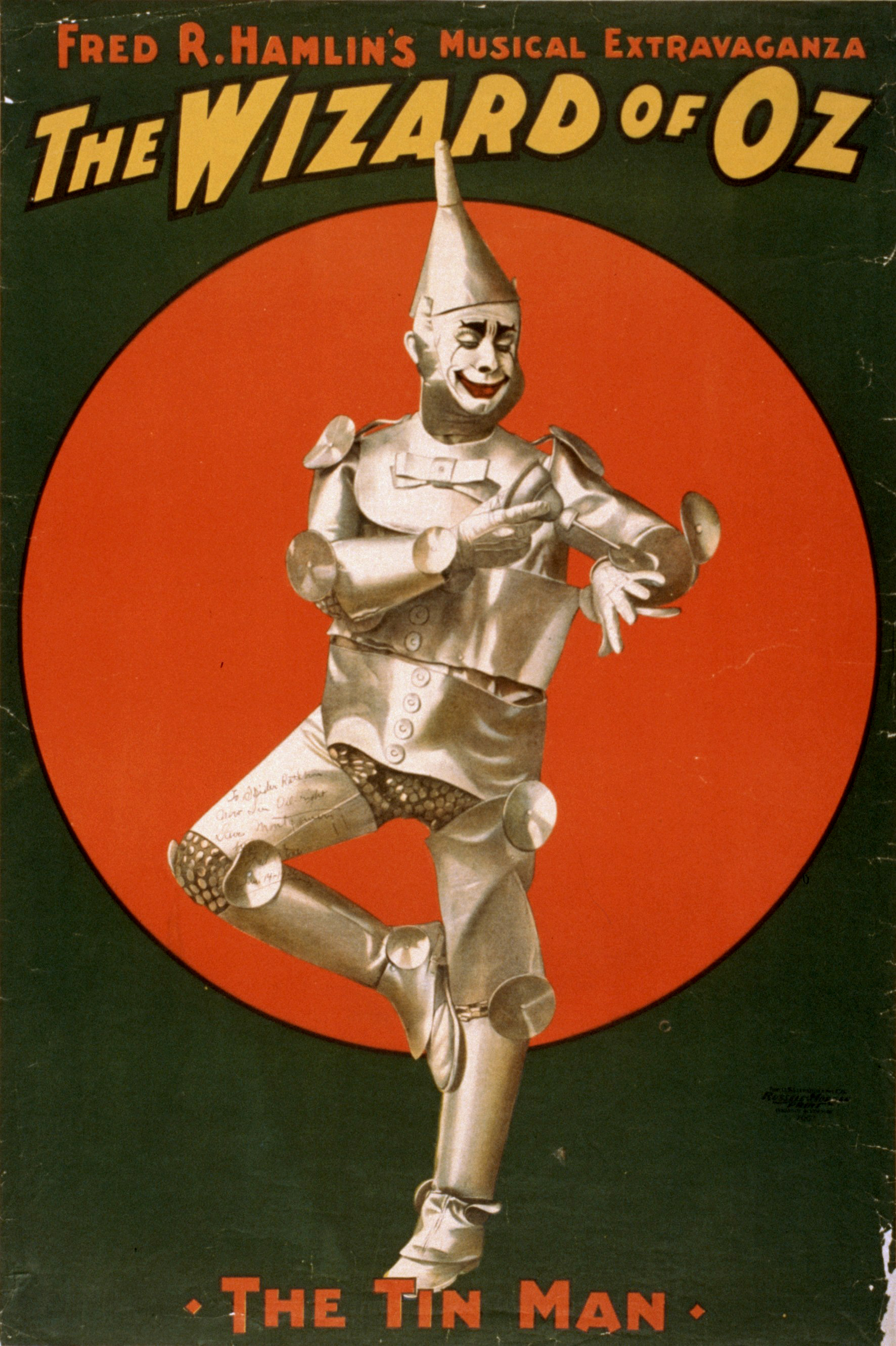
Plåtmannen på en affisch från 1903

Plåtmannen, även kallad Plåtman i vissa svenska översättningar, är en av huvudfigurerna i L. Frank Baums berättelser om landet Oz. I Trollkarlen från Oz, som är den första boken i serien, träffar han flickan Dorothy, Fågelskrämman och Det fega lejonet.
Plåtmannen är en känslig person som inte vill såra någon eller göra någon illa, och hans dröm är att få ett hjärta. Detta får han också (om än bara i form av ett tygstycke) av Trollkarlen. 
I den första boken blir han även kejsare i vinkarnas land (västra delen av Oz, som påminner en del om Kina). När Fågelskrämman kommer på besök och berättar att han blivit utjagad från sitt rike (östra delen av Oz) av en hop kvinnor med strumpstickor så bestämmer han sig för att hjälpa sin gamle vän. Innan han blev Plåtmannen var han en vanlig människa. 
På engelska kallas han för Tin Man eller Tin Woodman. 